# Rue Sainte-Croix (Nantes)
Pour les articles homonymes, voir rue Sainte-Croix.
La rue Sainte-Croix est une voie de Nantes, en France.

## Situation et accès
Située dans le centre-ville de Nantes, la rue Sainte-Croix, qui relie la rue de la Juiverie (au croisement avec la rue de la Bâclerie) à la rue de la Marne, longe l'angle nord-est de la place Sainte-Croix. Elle est pavée et fait partie de la zone piétonnière du Bouffay.

## Origine du nom
La voie doit son nom à la présence de l'église Sainte-Croix, dont elle longe le côté nord. 

## Historique
L'église existe déjà au XIe siècle. Lorsqu'elle est refaite, au XVIIe siècle, elle est élargie, l'ancien édifice n'occupant à peu près que la largeur de la nef actuelle. La capacité de l'église est augmentée par l'adjonction de bas-côtés, dont celui qui longe la rue Sainte-Croix.
Jusqu'au XIXe siècle, la rue présente de nombreuses maisons anciennes à encorbellement et à pans de bois.
Durant la Révolution, elle porte le nom de « rue Le Sueur » (ou « Lesueur »). La petite portion qui relie la place Sainte-Croix à la rue de la Marne est baptisée « petite rue Sainte-Croix », le 27 octobre 1837, avant d'être intégrée à la rue Sainte-Croix.